# Schansspringen op de Olympische Winterspelen 1948

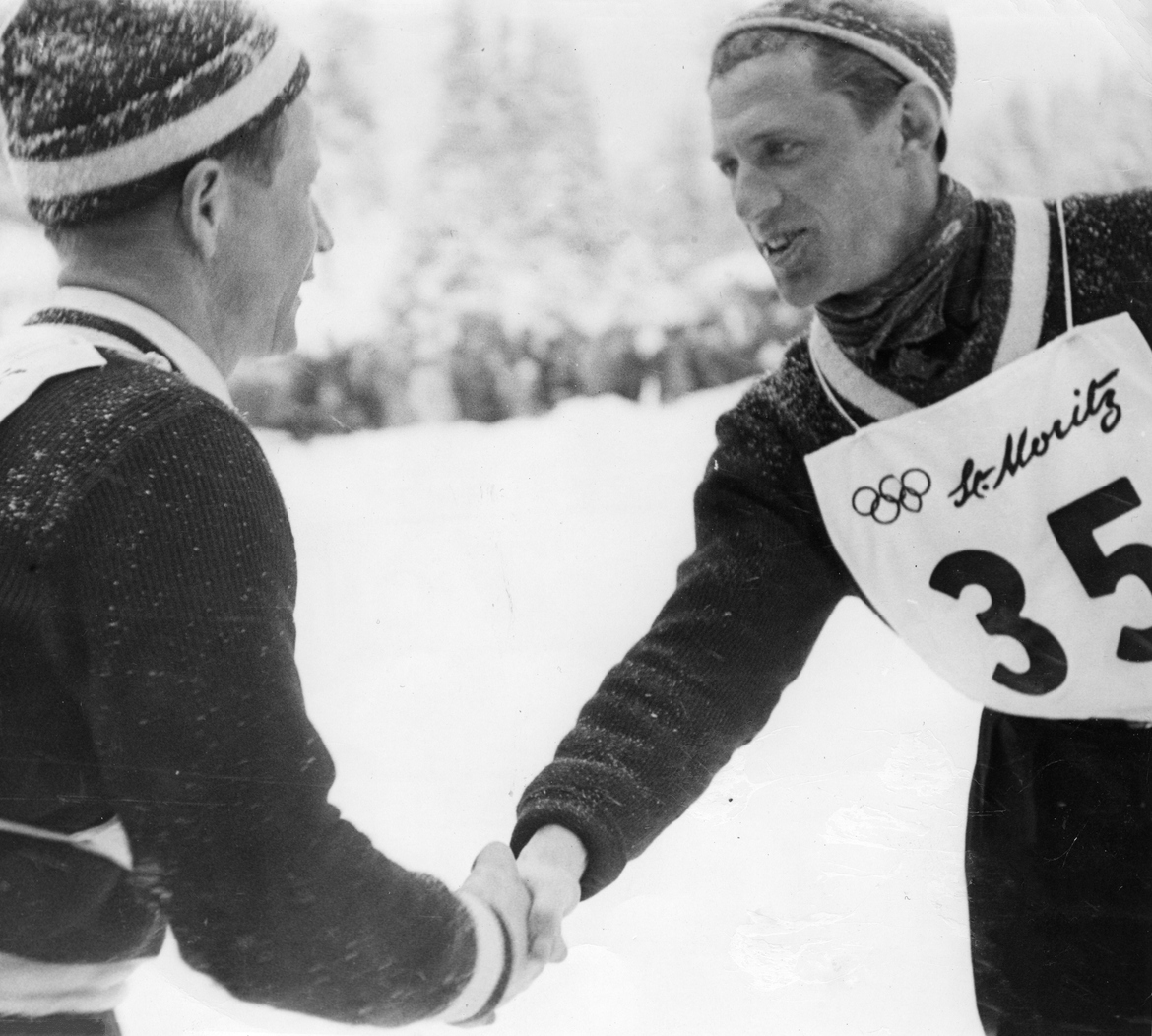
Birger Ruud feliciteert Petter Hugsted

Schansspringen is een van de sporten die beoefend werden tijdens de Olympische Winterspelen 1948 in St. Moritz, Zwitserland. 

## Heren
| rang   | sporter(s)           | land | sprong 1 (m) | sprong 2 (m) | totaal (ptn) |
| ------ | -------------------- | ---- | ------------ | ------------ | ------------ |
| Goud   | Petter Hugsted       | NOR  | 65.0         | 70.0         | 228.1        |
| Zilver | Birger Ruud          | NOR  | 64.0         | 67.0         | 226.6        |
| Brons  | Thorleif Schjelderup | NOR  | 64.0         | 67.0         | 225.1        |
| 4      | Matti Pietikäinen    | FIN  | 69.5         | 69.0         | 224.6        |
| 5      | Gordon L. Wren       | USA  | 68.0         | 68.5         | 222.8        |
| 6      | Leo Laakso           | FIN  | 66.0         | 69.5         | 221.7        |
| 7      | Asbjørn Ruud         | NOR  | 58.0         | 67.5         | 220.2        |
| 8      | Aatto Pietikäinen    | FIN  | 69.0         | 68.0         | 215.4        |